# Óscar Iván Zuluaga
Óscar Iván Zuluaga Escobar (Pensilvania; Colombia, 3 de febrero de 1959) es un economista, empresario y político colombiano. 
Se desempeñó como ministro de Hacienda en el segundo período del gobierno de Álvaro Uribe (2006 - 2010) hasta el 7 de agosto de 2010. También ha sido concejal (1988-1990) y alcalde (1990-1992) de su municipio, Pensilvania (Caldas), dirigente empresarial, gremial y Senador de la República en periodo 2002-2006. Como Senador fue cofundador del Partido de la U.
En 2014 fue candidato a la Presidencia de la República de Colombia por el Partido Centro Democrático, ganando el primer lugar en la primera vuelta, pero perdió frente a Juan Manuel Santos en la segunda vuelta.
Tras finalizar su candidatura presidencial, Zuluaga se desempeñó como director nacional del partido Centro Democrático, hasta que renunció y se le reemplazó por la abogada Nubia Stella Martínez.
Zuluaga es uno de los políticos más notables dentro del escándalo de Odebrech en Colombia, debido a la investigación que se adelanta por el ingreso de varios millones de dólares no reportados de la multinacional a su campaña presidencial de 2014. En mayo de 2023 Daniel García Arizabaleta presentó ante la justicia dos audios donde Zuluaga admitía conocer sobre la entrada de dichos dineros a su campaña.

## Biografía
Óscar Iván Zuluaga nació en Pensilvania (Caldas), fue el segundo de cuatro hijos. Su papá Ovidio Zuluaga, era un cantinero en la Rioja, una vereda de Caldas, era un hombre de pocos recursos que se casó con Carina, hija de Juan B. Escobar, comerciante y propietario de un negocio en la Calle Real de Pensilvania, con el que comenzó a trabajar. Ovidio, se convirtió en un exitoso comerciante de café, y más tarde en un importador de whisky, de especias de la India y parafina.
A los seis años junto a su familia se fue a vivir a Bogotá. En la capital su padre Ovidio montó un negocio de importaciones mientras que su madre Carina se dedicaba al cuidado de los niños.
En 2015 Óscar Iván Zuluaga fue diagnosticado con cáncer de próstata.

### Familia e hijos
Está casado con la administradora de empresas Martha Ligia Martínez, una costeña de ascendencia antioqueña, con quien contrajo nupcias el 10 de octubre de 1987 en Barranquilla. Se conocieron en un encuentro nacional de AIESEC en la Universidad del Norte en Barranquilla. Tienen tres hijos David, Juliana y Esteban.
Juliana su hija se encuentra en Kenia realizando labores sociales.

### Estudios
Egresado del Colegio Liceo de Cervantes de Bogotá. Graduado como economista, con mención honorífica en la Universidad Javeriana de Bogotá. En 1983 ganó el Concurso Nacional de Tesis Universitaria convocado por la Asociación Nacional de Instituciones Financieras (ANIF), por su trabajo "Portafolio de Inversión de Acciones".
Después adelantó un Máster en Finanzas Públicas en la Universidad de Exeter en Inglaterra, que finalizó en 1984.

### Premios y reconocimientos
Recibió reconocimiento por ser uno de los “10 Ejecutivos Jóvenes Sobresalientes de Colombia 1997”, por parte de la Cámara Junior de Colombia - Capítulo Bogotá. A finales de 2007, el Congreso de la República lo eligió como el ministro del Año, del gabinete del presidente Uribe.
A su vez fue seleccionado “Caldense del Año 2006” por el Periódico La Patria de Manizales

## Vida política
Seguidor de las ideas de Álvaro Gómez Hurtado, trabajó en su campaña presidencial en 1974.

### Concejo y Alcaldía de Pensilvania
Luego de terminados sus estudios inició una destacada carrera como empresario en la compañía familiar Acerías de Colombia (ACESCO). Allí decidió dedicarse a la política dentro del movimiento independiente que lideraba Luis Alfonso Hoyos en Caldas, el Movimiento Cívico por Pensilvania. Fue elegido concejal de Pensilvania para el bienio 1988-1990. Luego de este periodo de dos años fue elegido alcalde de este municipio para el periodo de 1990 a 1992. Como alcalde consiguió seguro dental para todos los niños del municipio; los dotó con kits escolares; electrificó varias veredas; hizo la carretera a Pueblo Nuevo. Aprovechando sus conexiones empresariales, realizó un foro de inversionistas en Pensilvania del que surgieron una maquila de calzado y un taller de confecciones. Su gestión en la alcaldía mereció reconocimiento del Banco Mundial como modelo exitoso de descentralización y de alianzas entre el sector público, la empresa privada y la comunidad, lo que permitió que Zuluaga se diera a conocer a nivel nacional. Tras finalizar su mandato de alcalde en 1992, asumió como presidente de la acerera ACESCO S.A. y se alejó temporalmente de la política activa.
Pablo Sierra, del Bloque Cacique Pipintá, dijo en entrevista que es imposible que Zuluaga no haya tenido vínculos con las AUC, siendo alcalde de Pensilvania, ya que debía tener aval de ellos. En la entrevista, dada unas semanas después de que Zuluaga fuera elegido candidato presidencial, dio apoyo al entonces presidente Juan Manuel Santos y a su proceso de paz con las FARC.

### Senado de la República
Fue el segundo renglón de Luis Alfonso Hoyos que sería el senador más joven de Colombia. En 2001 Luis Alfonso Hoyos fue destituido como Senador cuando era candidato a la Gobernación de Caldas y su movimiento político empezó a buscar a un nuevo líder que lo representara en las elecciones legislativas de Colombia de 2002; optó por Zuluaga, entonces convertido en un influyente líder gremial. En 2001 dejó la presidencia de ACESCO para emprender su campaña al Senado y con su movimiento se convirtió en uno de los principales defensores de la candidatura de Álvaro Uribe Vélez a la Presidencia de Colombia desde que este tenía un 2% de la intención de voto, y con 82,571 votos obtuvo una de las votaciones más altas de todo el país.
Óscar Iván Zuluaga llegó al Senado con el aval de Convergencia Popular Cívica, uno de los partidos que utilizaron los paramilitares para formar una gran bancada parlamentaria; en esa oportunidad obtuvo votaciones muy importantes en zonas controladas por estas fuerzas ilegales.
Trabajó en dos ocasiones para formar un partido político independiente y de corte uribista, primero el "Nuevo Partido" en 2003 que no se pudo formar. Una vez se tramitó la reforma que castigaba a los partidos pequeños se unió a disidentes liberales en 2005, ya con la reelección presidencial aprobada, para fundar el Partido de la U. Fue designado poro como uno de los representantes del Congreso para la discusión de los temas del Área de Libre Comercio de las Américas (ALCA) y el Tratado de Libre Comercio con los Estados Unidos (TLC).

#### Iniciativas en el Senado de la República
El legado legislativo de Óscar Iván Zuluaga Escobar se identificó por su participación en las siguientes iniciativas desde el congreso:

- Expedir normas sobre fabricación, almacenamiento, transporte, comercialización, manipulación y uso de la pólvora (Archivado).[14]
- Regular la igualdad electoral ente los candidatos a la Presidencia de la República y las demás materias que establece el Acto Legislativo N° 02 de 2004 (Sancionado como ley).[15]
- Crear el fondo de pensión mínima del régimen de ahorro individual con solidaridad (Archivado).[16]
- Regiones administrativas y de planificación especial (Archivado).[17]
- Circunscripción electoral, asamblea departamental, concejo distrital (Retirado).[18]
- Reformar algunos artículos de la Constitución Política de Colombia para reelección presidencial (Sancionado como ley).[19]
- Dar un tratamiento legal, especial y drástico de prevención y represión al secuestro de personas, en los términos que defina la ley (Archivado).[20]
- Profesiones, atribuciones de la Cámara de Representantes, atribuciones del contralor, contabilidad de recursos públicos.[21]

### Presidencia de Uribe
Para las elecciones de 2006 se vinculó al segundo gobierno de Álvaro Uribe Vélez como Ministro Consejero de la Presidencia y a partir de 2007 fue Ministro de Hacienda y Crédito Público. La gestión de Zuluaga como Ministro Consejero de la Presidencia se destacó por la solución del pleito de COMSA. 
COMSA fue un consorcio privado integrado en su mayoría por socios españoles al cual se adjudicó la construcción de una de las vías más importantes de Colombia. Por incumplimiento de términos, la Nación y COMSA iniciaron hace diez años un pleito que impedía no solo la construcción de la vía sino la liberación de recursos fiduciarios por más de 100,000 millones de pesos. Zuluaga logró acordar entre las partes y con el aval de la Procuraduría General de la Nación y luego del Tribunal Superior de Cundinamarca, resolvería por la vía de la negociación un proceso que le significaba enormes pérdidas al país. Fue nombrado en marzo de 2007 Ministro de Hacienda y Crédito Público, posición desde la cual tuvo que manejar difíciles crisis de la tasa de cambio y presiones inflacionarias altas, fruto del contexto mundial de escasez de alimentos y de la crisis financiera internacional de 2008. Sin embargo, a pesar de estas dificultades, Zuluaga enfrentó con éxito la crisis, razón por la que el Congreso lo eligió como Ministro del Año en dos oportunidades y fue reconocido como el Mejor Ministro de Latinoamérica en el 2009 por la revista Emerging Markets del grupo Euromoney. Como Ministro también consolidó procesos de colocación de bonos de deuda en el exterior, la capitalización de ECOPETROL y la reducción del desempleo. Lideraría, además, la aprobación del Marco Fiscal de Mediano Plazo para trazar una senda de sostenibilidad en las finanzas públicas. Durante su paso por el Ministerio de Hacienda también le correspondió el turno de presidir la Junta de Gobernadores del Banco Interamericano de Desarrollo durante la celebración de los 50 años de la institución. Como presidente de la Junta, contribuyó a la reelección del colombiano Luis Alberto Moreno como Presidente Ejecutivo del Banco y logró aprobar en tiempo récord la novena capitalización del BID en su historia, por un total de US 70.000 millones. Por su labor como Ministro de Hacienda y Crédito Público fue nombrado el Mejor Ministro de Latinoamérica por la revista Emerging Markets del grupo Euromoney. El galardón, concedido por banqueros e inversores seleccionados por la revista, le fue entregado durante la Asamblea Anual del Fondo Monetario Internacional y el Banco Mundial el 4 de octubre de 2009 en Estambul.

## Candidatura presidencial
El sábado 26 de octubre de 2013 fue elegido, en la convención del partido Centro Democrático, Candidato Presidencial, al obtener 56% de la votación total, así logró vencer a Francisco Santos y a Carlos Holmes Trujillo, su fórmula vicepresidencial.
Sus propuestas de campaña se centraron en cinco puntos temáticos, la Seguridad Democrática, la Confianza Inversionista, la Cohesión Social, el Estado Austero y Descentralizado y el Diálogo Popular.
En su campaña hizo hincapié que una vez llegue a la presidencia cambiará el modelo educativo del país, al poner en marcha la jornada única y la educación técnica desde el Bachillerato, por lo que al graduado se le otorgarán dos títulos, uno de Bachiller y otro del SENA.
Óscar Iván en sus propuestas le dio prelación a la vida de los niños en gestación y al matrimonio, entendido como la unión de un hombre y una mujer.
El candidato a la presidencia por el partido Centro Democrático obtuvo en la primera vuelta presidencial, realizada el 25 de mayo de 2014, el 29,25% de los votos totales registrados. Con 3'759.971 sufragios, Óscar Iván Zuluaga logró obtener la victoria sobre su rival, Juan Manuel Santos Calderón, quien obtuvo el 25,69% de los votos totales, es decir 3.301.815. Para la segunda vuelta de las elecciones presidenciales, celebradas el 15 de junio de ese mismo año, Zuluaga llegaba a la contienda electoral con una intención de voto de entre 48 y 49 por ciento. Finalizada la votación a las 4:00 P. m. hora local de Colombia, y luego del escrutinio de todas las mesas de votación a lo largo del territorio nacional y aquellas fuera de él, se determinó la victoria del candidato presidencial por el partido Unidad Nacional, Juan Manuel Santos Calderón. Las cifras indicaban que el contrincante de Zuluaga había obtenido el 50,95% (7.816.986) de los votos totales, un 5,35% más votos que el candidato del Centro Democrático que registró el 45,00% (6.905.001)de la cifra general.
Como candidato del Centro Democrático recorrió el país en diversas ocasiones en lo que consideró como la "Caravana de la Victoria".

### Escándalo de espionaje ilegal
El martes 6 de mayo de 2014 en la recta final de la candidatura, la Fiscalía General de la Nación hizo un allanamiento a las instalaciones de una empresa según las investigaciones dedicada a realizar interpretaciones ilegales a diferentes actores políticos del país. Especialmente en el tema de los diálogos de paz entre el gobierno Santos y las FARC.
Según la información de dicha investigación:
- Se ha usado información de inteligencia militar por parte de civiles para:
- Lucrarse económicamente.
- Realizar filtraciones que afecten a la campaña presidencial.
- El candidato Óscar Iván se había reunido con personas de esta empresa.
- Óscar Iván Zuluaga cancela las apariciones en debates y entrevistas.[28]

Zuluaga habló a los medios aseverando que el hecho se ha tratado de un montaje. En enero de 2017 la Fiscalía archivó el caso.

### Odebrecht

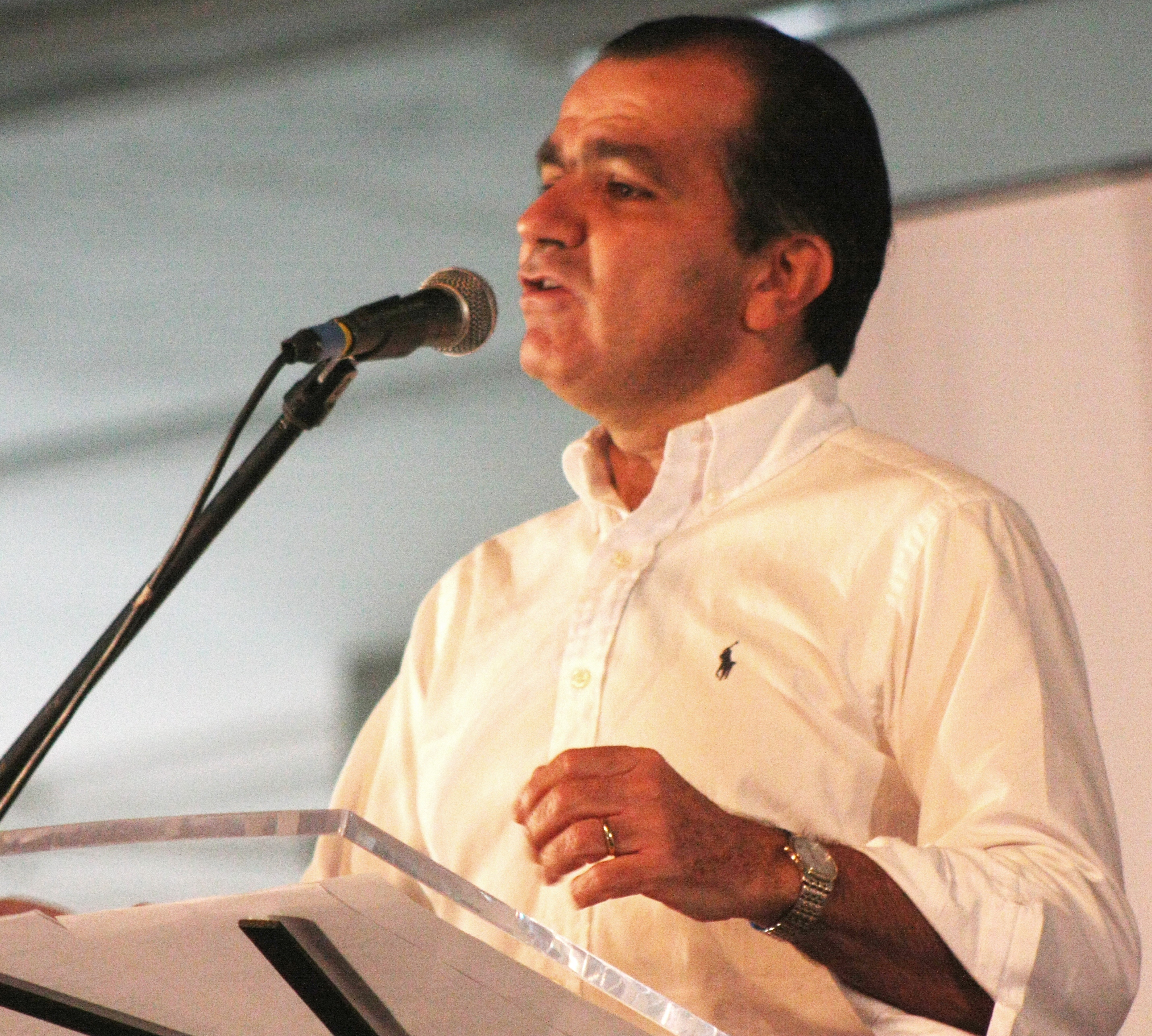
Zuluaga en 2011.

El 7 de febrero de 2017 la Fiscalía General de la Nación abrió investigación por la presunta financiación de Odebrecht en el proceso electoral del 2014. Según las pruebas recaudadas por la fiscalía, a comienzos del año 2014 Odebrecht sirvió de puente para llevar a cabo una reunión entre directivos de la campaña presidencial de Óscar Iván Zuluaga y el publicista Jose Eduardo Cavalcanti de Mendonça, más conocido como Duda Mendonça.[cita requerida]
Según la Fiscalía Odebrecht asumió un pago a favor del publicista Duda Mendonça, del orden de USD $1,6 millones de dólares, correspondiente a un cobro adicional a la suma que inicialmente habría sido convenida por servicios prestados a la campaña “Mano Firme, Corazón Grande” del candidato Oscar Ivan Zuluaga.
En octubre de 2017 el Consejo Nacional Electoral archivó el proceso contra Zuluaga.[cita requerida]
En mayo de 2023, se conoció que Daniel García Arizabaleta, reveló ante las justicia dos audios donde se evidenciaba que Zuluaga conocía de la entrada de dineros no reportados a su campaña aportados por Odebrech.

## Vida en la empresa privada
Ha pertenecido a diversas juntas directivas, entre ellas, la Federación Nacional de Comerciantes (FENALCO), la Federación Colombiana de Industrias Metalúrgicas (Fedemetal) y la Cámara de Comercio Colombo-Venezolana. Fue representante de la Industria Siderúrgica Colombiana y fue miembro de la Junta Directiva de CELFIN Capital de Chile.
Cuando se encontraba en la Universidad Javeriana ingresó a AIESEC (Association Internationale des Étudiants en Sciences Économiques et Commerciales); más tarde se convirtió en el presidente de AIESEC en Javeriana; poco después fue director Nacional de Mercadeo y, finalmente, presidente de AIESEC en Colombia.
A su vez, ha sido columnista del Periódico la Patria de Manizales y es Presidente y miembro Fundador de la Fundación Estrategias para el Futuro.

### Acesco S.A.
Se desempeñó como Presidente Ejecutivo de Acerías de Colombia S.A. (ACESCO) de 1992 a 2001. Allí lideró la internalización de la compañía, logrando presencia en Costa Rica, Ecuador, Panamá y Puerto Rico. Implementó un modelo de transformación productiva para enfrentar los retos de la apertura económica, llevando a la empresa a ser una de las más exitosas en la época.

## Vida como docente universitario
Ha sido catedrático en la Universidad Sergio Arboleda. Profesor Universitario en áreas como Matemáticas Financieras y Decisiones de Inversión en la Universidad Javeriana y en el Politécnico Grancolombiano.
Igualmente se desempeñó como director de Tesis de Grado en la Facultad de Administración de Empresas de la Universidad Javeriana, relacionadas con temas financieros

## Carrera política
Su trayectoria política se ha identificado por:

### Partidos políticos
A lo largo de su carrera ha representado los siguientes partidos:
| Partido político      | Fecha Inicio         | Fecha Fin           |
| Covergencia Ciudadana | 20 de julio de 2002  | 2 de agosto de 2005 |
| Partido de la U       | 30 de agosto de 2005 | 20 de enero de 2013 |
| Centro Democrático    | 20 de enero de 2013  | 6 de julio de 2023  |

### Cargos públicos
Entre los cargos públicos ocupados por Óscar Iván Zuluaga Escobar, se identifican:
| Cargo público                        | Partido político       | Fecha Inicio         | Fecha Fin           |
| Ministro de la República de Colombia | Partido de la U        | 5 de febrero de 2007 | 7 de agosto de 2010 |
| Senador de la República de Colombia  | Partido de la U        | 20 de julio de 2002  | 20 de julio de 2006 |
| Alcalde Pensilvania                  | Convergencia Ciudadana | 1 de enero de 1990   | 1 de enero de 1992  |
| Concejal Pensilvania, Caldas         | Convergencia Ciudadana | 1 de enero de 1988   | 1 de enero de 1990  |